# The Nuggets
The Nuggets är öar i Australien. De ligger i delstaten Tasmanien, i den sydöstra delen av landet, omkring 120 kilometer nordost om delstatshuvudstaden Hobart.
Genomsnittlig årsnederbörd är 635 millimeter. Den regnigaste månaden är november, med i genomsnitt 107 mm nederbörd, och den torraste är augusti, med 32 mm nederbörd.